# Le Cottage Landor
Le Cottage Landor (Landor's Cottage) est une nouvelle d'Edgar Allan Poe publiée pour la première fois en juin 1849. Traduite en français par Charles Baudelaire, elle fait partie du recueil Histoires grotesques et sérieuses.